# Психонетика
Психонѐтика — сучасна концепція, орієнтована на розробку постінформаційних технологій. Її завданням є використання ресурсів свідомості.

## Визначення
Психонетика — сукупність психотехнологій, які побудовано на єдиній методологічній основі та спрямовано на вирішення конструктивно визначених завдань із використанням особливих, притаманних лише свідомості, властивостей.
Психонетика — наука, яка визначає для себе завдання щодо перетворення індивідуальної та колективної свідомості і підсвідомості шляхом концентрації уваги на первинному шарі індивідуальної та колективної психики, який створює, та, як вважається, не схильний до панування привнесених культурою форм буденної свідомості, що сприяє творчій фантазії, створенню нових смислів та образів реальності.

## Історія виникнення та розвитку
Визначення «Психонетика» японський підприємець Кадзума Татеїсі ввів у 1970 році для визначення технологічної епохи, яка настане за ерою біо- та інформаційних технологій. У 1997 році вийшла книга О. Г. Бахтиярова «Постинформационные технологии: введение в психонетику», а у 2010 році— його ж робота «Активное сознание», у яких психонетика розглядається як «інженерна» дисципліна, яка спрямована на створення нових реальностей та їх використання для вирішення прагматичних завдань, у тому числі й розробки новітніх технологій. У цих працях розглянуто й методологічні основи, й конкретні психотехніки, що лежать в основі психонетичних теорій.
Розробка психонетики та пов'язаних із нею психотехнік проводилася на базі створеного в 1999 р. О. Г. Бахтіяровим приватного Університету ефективного розвитку (Київ). А з 2006 р. — також на базі аналогічних організацій — Інституту психотехніки (Москва), Інституту психонетичних досліджень та розробок (Москва), Інституту Психотехнологій (С-Петербург), Психонетичного центру «Світ Волі» (Таганрог). У другій половині 1990-х — в 2000-х роках проблеми психонетики активно обговорювалися в Лабораторії постнекласичних методологій ЦГО НАН України.

## Форми роботи
У теперешний час у психонетиці виокремлюють чотири форми роботи:
- робота із шарами різного рівня диференціювання (предметний або фігурний шар, фоновий шар, шар чистих амодальних смислів, позасмисловий шар);
- лінія послідовного рафінування переживань суб'єктності («Я») від ототожнення із особистісними структурами до переживання вільної волі як основи свідомості;
- розгортання амодальних смислових конфігурацій у психічні функції та зміст свідомості.
- виявлення форм організація свідомості, що відповідають розробляємим технологічним процедурам.

## Основні напрями психонетичних розробок
- навчання методам управління психічними станами як для спеціальних професійних груп (естремальні види спорту, професії, що вимагають швидкого визначення прихованих загроз), так і для широго кола бажаючих;
- розробка візуальних психонетичних мов, що використовують у тому числі задля передачі великих обсягів інформації та трансляції рухомих навичок;
- ефективна соціальна взаємодія.

## Геополітична психонетика
Теорія ведення сучасного геополітичного протистояння, що дозволяє з єдиних методологічних позицій описувати усе різноманіття наступальних та оборонних дій, що застосовуються впливовими суб'єктами світової історії задля реалізації ними своїх глобальних цивілізаційних проектів із використанням доступних ним арсеналів жорсткої сили, м'якої сили та третьої сили за умов співпраці («Миру») та суперництва («Війни») із іншими впливовими суб'єктами світової історії.
Особливості геополітичної психонетики полягають у тому, що в ній акценти зміщено у бік масових мережевих («мережевоцентричних»), рефлексивних, психосоціальних, інформаційно-комунікаційних та організаційних технологій, що дозволяють через індивідуальну та колективну свідомість, й навіть більше того — через колективне несвідоме впливати на хід світової історії.
З огляду на це, психонетичний підхід значно розширює можливості традиційного позитивістського, механічного підходу. З'являється можливість не лише прогнозувати, а й керувати процесами дозованого збудження, каналізації, використання за призначенням, консервації, а у випадку необхідності — й утилізації надмірної або неякісної індивідуальної та масової психічної активності впливових суб'єктів світової історії.
Досвід «роботи» тоталітарних сект типа «Великого Білого Братства» аб Сандея Аделаджі, який був з успіхом асимільований і використаний спецслужбами, наочно довів можливість застосування психонетичних технологій (насамперед нейролінгвістичного програмування) в злочинних цілях. В 2010-х — на початку 2020-х років психонетичні технології почали дуже інтенсивно використовуватися в якості психотронної зброї, Особливих успіхів тут досягли путінські спецслужби, котрими за 10-15 років у велетенських мас людей було сформоване збочене, вкрай агресивне, ірраціональне світосприйняття і світопояснення. В решті решт воно фізично реалізувалося у розв'язуванні московщиною війни проти України.

Психонетика з однаковим успіхом може використовуватися як для розвитку особистості, так і з метою її повної деградації.
1. 1 2  Бахтияров. О. Г. Постинформационные технологии — введение в психонетику. Киев, ЭКСПИР,1997.
2. ↑  Бахтияров. О. Г. Активное сознание. Москва, издательский дом «Постум», 2010.
3. ↑  Сергеев Н.А., Ковалев В.И. К вопросу создания научного аппарата, описывающего особенности применения влиятельными субъектами мировой истории арсеналов «жесткой», «мягкой» и «третьей» силы // Информационные войны №3 (48), 2018.